# Cielo Gnecco
Cielo María Gnecco Cerchar (Barrancas, 17 de agosto), también conocida como "Doña Cielo", es una cacica política colombiana. Ha servido como Primera dama del Cesar en cuatro ocasiones la dos primeras ocasiones durante las administraciones locales de su hermano Lucas Gnecco de 1992 a 1995 y de 1999 al 2000, la tercera ocasión fue de 2001 a 2004, durante la administración de su cuñado Rafael Bolaños, cuando reemplazó a su hermana Gina, quien prefirio mantenerse al margen de la vida pública, la cuarta ocasión entre 2012 y 2015 y nuevamente entre 2020 y 2023, durante la administración local de su hijo Luis Alberto Monsalvo.
El 6 de octubre de 2023 la fiscalía emitió orden de captura contra Cielo Gnecco por los presuntos delitos de secuestro agravado y homicidio, en alianza con grupos paramilitares.
Según el portal La Silla Vacía, Cielo es considerada el "poder detrás del poder" en las administraciones de Bolaños y de su hijo, Luis Alberto. También estuvo involucrado en 2017, en hechos de corrupción en la Asamblea Departamental en el que el diputado Julio Casadiego aseguró que le pidieron "COP$ 60 millones de pesos para elegir (...) mesa directiva de la asamblea departamental del Cesar".
También ha sido vital en las elecciones de su sobrino José Alfredo Gnecco al Senado de la República de Colombia, quien es hijo del dos veces gobernador del Cesar, Lucas Gnecco, condenado por corrupción y conformación de grupos narcoparamilitares. En las campañas presidenciales ha impulsado las campañas de Juan Manuel Santos, Germán Vargas Lleras, e Iván Duque.

## Familia
Los Gnecco y los Cerchiaro son apellidos originarios de Italia. Los ancestros de los Gnecco y los Cerchiaro se asentaron en el sur del departamento de La Guajira en el siglo XIX.
Cielo es hija de Lucas de Jesús Gnecco Navas, reconocido contrabandista, marimbero en la Alta Guajira que invertía sus ganancias en ganadería, lo cual es el origen de la riqueza actual de la familia. Su madre fue Elvia Cerchar de Gnecco. 
Sus hermanos son Lucas, Jorge (Paramilitar ya fallecido), Nelson y José Eduardo "Pepe" Gnecco. Los hermanos crecieron en el corregimiento de Papayal, zona rural del sur de La Guajira.
Lucas de Jesús Gnecco Navas fue primo hermano de Andrés Samper Gnecco, padre del expresidente de Colombia, Ernesto Samper. Luego se mudaron al barrio Gaitán en la ciudad de Valledupar, donde Lucas, Jorge y Nelson se dedicaron al robo de vehículos y partes en Venezuela, que luego ingresaban a Colombia cargados con cigarrillos y whisky de contrabando.
Cielo Gnecco Cerchar se casó con el ganadero hacendado Luis Alberto Monsalvo Ramírez, alias "El Muñe". De esta unión matrimonial nacieron los hijos: Viviana Patricia, Paola, Luis Alberto y José Jorge Monsalvo.
Tras la muerte de su hermano Jorge, sus sobrinos y su cuñada (madre de sus sobrinos), Cielo y sus hermanos también se vieron envueltos en una disputa por la millonaria herencia de Jorge Gnecco Cerchar, producto del narcotráfico, paramilitarismo y otros negocios. La disputa fue hecha pública a través de medios nacionales.

## Trayectoria política

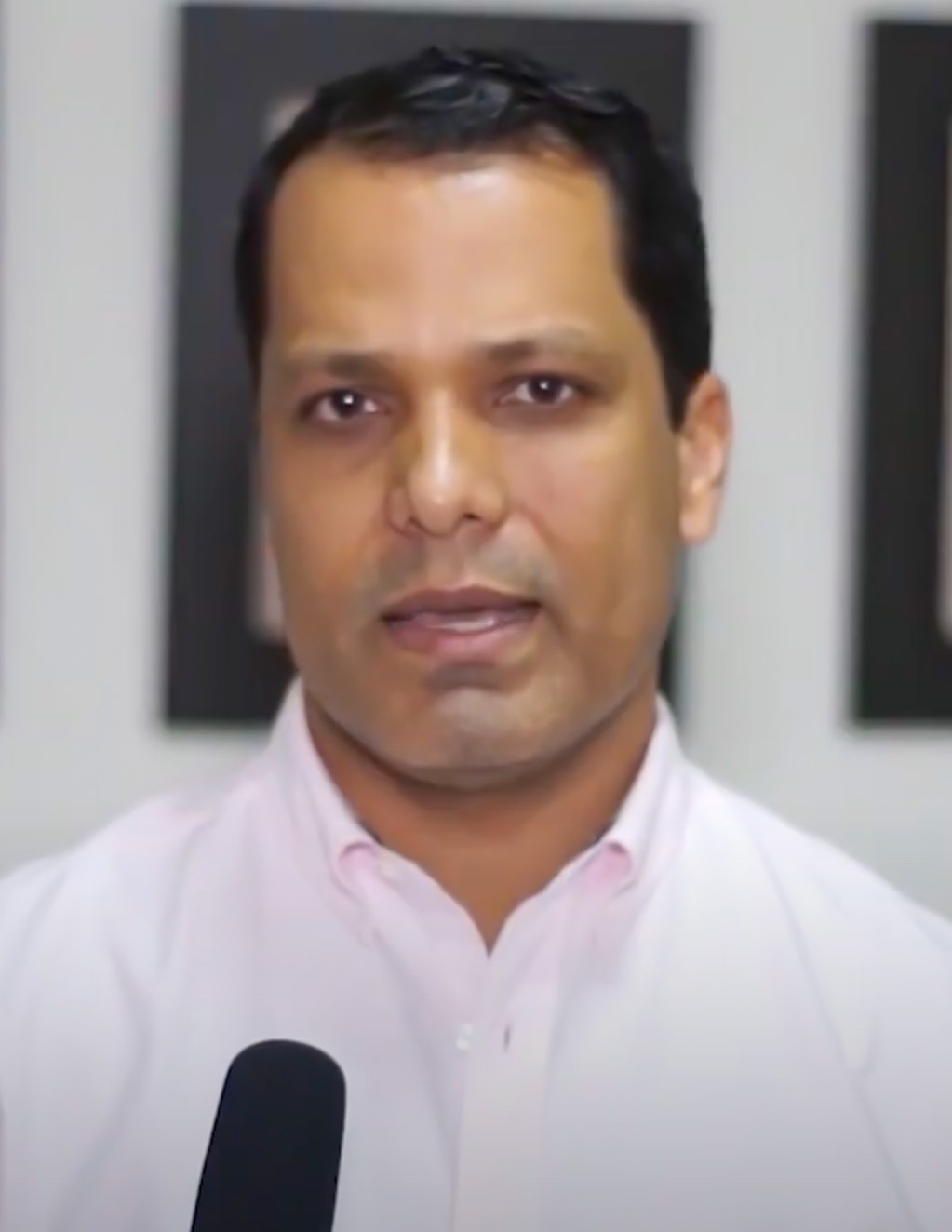
Luis Alberto Monsalvo Gnecco, hijo de Cielo Gnecco condenado por corrupción en dos oportunidades.

Cielo Gnecco se perfiló como líder del Clan Gnecco después de la muerte en 2001 de su hermano, el narcoparamilitar del Bloque Norte de las AUC, Jorge Gnecco, quien fue asesinado en disputas internas de esa organización del crimen organizado.
El liderazgo de la familia recayó en Cielo, Lucas y Nelson Gnecco. En el 2002, empezó a apoyar a su hijo en el partido Liberal y su candidatura a la Cámara de Representantes. Pese a la persecución que montaron los grupos paramilitares y sectores políticos opositores al clan en la región debido al alto grado de corrupción y clientelismo con el que gobiernan, su hijo Luis Alberto Monsalvo resultó elegido para el período 2002-2006. Debido al proceso de desmovilizacion de paramilitares en Colombia, el vacío de poder dejado por algunos caciques políticos del clan Araújo y sus alfiles destituidos por la Parapolítica, fue copado por el Clan Gnecco Cerchar nuevamente. Cielo contó con el apoyo de su primo Kiko Gómez Cerchar, entonces gobernador del departamento de La Guajira, y su lugarteniente, el narcotraficante Marquitos Figueroa, el clan emprendió una retoma del poder en los departamentos de La Guajira, Cesar y Magdalena, tal y como alguna vez la planeó su hermano Jorge Gnecco.
El clan contrató los servicios del polémico asesor político internacional J.J. Rendón para las campañas a gobernación de su hijo Luis Alberto, durante las Elecciones regionales de Colombia de 2011.
Sobre el poder que ejerce el clan de Cielo en el departamento del Cesar, rige algo similar a la Omertá de la mafia italiana, y que describe el diario El Espectador en septiembre de 2019 citando a una fuente reservada:

Aquí la cosa es complicada, hay gente mala con poder, flojos de gatillo, no crea que uno puede andar hablando y publicando lo que pasa así no más. Esta es una sociedad mafiosa.

## Labor social
Cielo y su esposo Luis Monsalvo Ramírez conforman una de las familias más ricas del Cesar, con grandes fincas ganaderas, poder político, inversiones en bienes raíces y estaciones de gasolina.Cielo también se ha dedicado a fomentar una imagen de labor social de los menos favorecidos, y creó la Fundación "Cielo Abierto", labor que combina con su gestión social de primera dama del Cesar. Mientras en la política mueve gran influencia en la burocracia y clientelismo, también posa de altruista. Según datos de 2017, el Cesar mantiene índices de desarrollo humano comparables a Samoa.
Los gobiernos de su hijo, la labor social se ha visto opacada por altos niveles de corrupción, desempleo, inseguridad, crisis en el sistema de salud, e inoperancia estatal. La economía en el departamento es mayoritariamente de comercio informal, y pulula el contrabando, el narcotráfico, las regalías del carbón, las fincas ganaderas, y la agricultura.
Según censo del DANE de 2018, los municipios del Cesar están entre los más pobres de Colombia. El departamento tiene altos índices de analfabetismo, limitación de acceso a la educación y trabajo infantil.

## Ñeñepolítica
En marzo de 2020, medios colombianos publicaron un video del 5 de mayo de 2019, en el que se observa a María Claudia Daza y a Cielo Gnecco en el aeropuerto de Valledupar recibiendo el cadáver del narcotraficante y lavador de activos José Hernández Aponte alias "Ñeñe", lugarteniente del narco Marquitos Figueroa, luego de que fue asesinado en Brasil el 2 de mayo de 2019.